# Divizia A 1956
Sezonul 1956 al Diviziei A a fost cea de-a 39-a ediție a Campionatului de Fotbal al României, și a 19-a de la introducerea sistemului divizionar. A început pe 18 martie 1956 și s-a terminat pe 11 noiembrie 1956. CCA București a devenit campioană pentru a patra oară în istoria sa.

## Clasament
https://www.csasteaua.ro/
| Loc | Echipă                | Pct. | MJ | V  | E  | Î  | GM | GP | GA    | Calificare sau retrogradare          |
| --- | --------------------- | ---- | -- | -- | -- | -- | -- | -- | ----- | ------------------------------------ |
| 1.  | CCA București (C)     | 33   | 24 | 15 | 3  | 6  | 64 | 28 | 2,286 | Cupa Campionilor 1957-58 Prima rundă |
| 2.  | Dinamo                | 29   | 24 | 13 | 3  | 8  | 48 | 34 | 1,412 |                                      |
| 3.  | Politehnica Timișoara | 29   | 24 | 11 | 7  | 6  | 40 | 31 | 1,290 |                                      |
| 4.  | Locomotiva București  | 28   | 24 | 9  | 10 | 5  | 46 | 27 | 1,704 |                                      |
| 5.  | Energia Ploiești      | 27   | 24 | 9  | 9  | 6  | 42 | 25 | 1,680 |                                      |
| 6.  | UTA Arad              | 24   | 24 | 9  | 6  | 9  | 37 | 40 | 0,925 |                                      |
| 7.  | Unirea Tricolor       | 23   | 24 | 9  | 5  | 10 | 36 | 38 | 0,947 |                                      |
| 8.  | CA Oradea             | 23   | 24 | 10 | 3  | 11 | 29 | 45 | 0,644 |                                      |
| 9.  | Progresul București   | 22   | 24 | 8  | 6  | 10 | 34 | 39 | 0,872 |                                      |
| 10. | Jiul Petroșani        | 22   | 24 | 8  | 6  | 10 | 29 | 35 | 0,829 |                                      |
| 11. | CFR Timișoara (R)     | 19   | 24 | 5  | 9  | 10 | 20 | 39 | 0,513 | Retrogradare în Divizia B 1957-1958  |
| 12. | Știința Cluj (R)      | 17   | 24 | 6  | 5  | 13 | 22 | 48 | 0,458 | Retrogradare în Divizia B 1957-1958  |
| 13. | Dinamo Bacău (R)      | 16   | 24 | 6  | 4  | 14 | 24 | 42 | 0,571 | Retrogradare în Divizia B 1957-1958  |

| Câștigătorii Diviziei A, ediția 1956 |
| ------------------------------------ |
| CCA București Al 4-lea Titlu         |

## Rezultate
| Oaspeți ► Gazde ▼                          | CCA | BAC | DIN | DOS | ENP | FRA | LBU | LTI | MIP | ORA | PRO | ȘCJ | ȘTI |
| ------------------------------------------ | --- | --- | --- | --- | --- | --- | --- | --- | --- | --- | --- | --- | --- |
| CCA București                              | —   | 0–1 | 4–3 | 3–1 | 2–0 | 5–1 | 1–1 | 6–0 | 6–0 | 5–0 | 1–1 | 3–0 | 1–2 |
| Dinamo Bacău                               | 0–8 | —   | 0–1 | 1–3 | 2–0 | 0–2 | 0–2 | 0–0 | 1–1 | 4–2 | 2–1 | 0–1 | 5–0 |
| Dinamo București                           | 0–4 | 2–1 | —   | 2–1 | 2–1 | 3–2 | 2–3 | 1–0 | 0–0 | 3–0 | 2–3 | 8–0 | 4–1 |
| Dinamo Orașul Stalin                       | 0–1 | 1–2 | 1–0 | —   | 1–1 | 0–0 | 0–2 | 0–1 | 0–4 | 2–0 | 3–0 | 3–1 | 1–1 |
| Energia Ploiești                           | 3–0 | 3–0 | 1–3 | 1–1 | —   | 9–0 | 1–1 | 2–2 | 3–1 | 2–0 | 0–0 | 1–1 | 1–1 |
| Flamura Roșie Arad                         | 0–1 | 1–0 | 2–3 | 1–1 | 1–1 | —   | 3–2 | 1–1 | 2–1 | 2–0 | 3–3 | 3–0 | 1–2 |
| Locomotiva București                       | 2–4 | 1–1 | 2–3 | 5–1 | 1–2 | 1–1 | —   | 5–0 | 1–1 | 4–1 | 1–1 | 3–0 | 4–0 |
| Locomotiva Timișoara                       | 4–3 | 4–1 | 1–0 | 1–5 | 1–4 | 1–3 | 0–0 | —   | 1–2 | 1–1 | 0–0 | 0–0 | 0–0 |
| Minerul Petroșani                          | 0–1 | 1–1 | 0–0 | 1–2 | 3–1 | 1–0 | 0–0 | 0–1 | —   | 4–0 | 3–0 | 3–1 | 2–1 |
| Progresul Oradea                           | 3–1 | 3–1 | 1–0 | 2–6 | 1–0 | 1–0 | 1–1 | 2–0 | 2–0 | —   | 2–1 | 0–0 | 1–5 |
| Progresul București                        | 1–4 | 1–0 | 1–3 | 5–1 | 0–2 | 1–2 | 3–1 | 1–0 | 5–1 | 0–1 | —   | 2–1 | 2–2 |
| Știința Cluj                               | 0–0 | 1–0 | 2–2 | 2–0 | 1–3 | 0–4 | 1–3 | 1–0 | 4–0 | 2–5 | 1–2 | —   | 2–0 |
| Știința Timișoara                          | 5–0 | 3–1 | 3–1 | 1–2 | 0–0 | 3–2 | 0–0 | 1–1 | 2–0 | 1–0 | 3–0 | 3–0 | —   |
| Câștigă gazdele; Remiză; Câștigă oaspeții. |     |     |     |     |     |     |     |     |     |     |     |     |     |

## Legături externe
- labtof.ro Divizia A 1956
- romaniansoccer.ro Divizia A 1956